# Cheilosia milkoi
Cheilosia milkoi är en tvåvingeart som beskrevs av Barkalov 2005. Cheilosia milkoi ingår i släktet örtblomflugor, och familjen blomflugor. Inga underarter finns listade i Catalogue of Life.